# Tlalpila
Tlalpila är en ort i Mexiko.   Den ligger i kommunen Zozocolco de Hidalgo och delstaten Veracruz, i den sydöstra delen av landet, 180 km öster om huvudstaden Mexico City. Tlalpila ligger 355 meter över havet och antalet invånare är 415.
Terrängen runt Tlalpila är huvudsakligen kuperad, men åt nordost är den platt. Runt Tlalpila är det ganska tätbefolkat, med 207 invånare per kvadratkilometer. Närmaste större samhälle är Olintla, 9,6 km väster om Tlalpila. I omgivningarna runt Tlalpila växer i huvudsak städsegrön lövskog.